# VIVA Polska
VIVA war ein privater polnischsprachiger Musikfernsehsender mit Studios in Warschau. Er war ein Ableger des deutschen Jugendsenders VIVA. Zur Unterscheidung zu anderen VIVA-Sendern wurde der Sender auch VIVA Polska genannt. Nach der Übernahme der VIVA Media AG durch Viacom hatte der Sender seinen Sitz zunächst in Berlin. Der Sender wurde nach 17 Jahren am 17. Oktober 2017 eingestellt und durch den neuen Musiksender MTV Music Polska ersetzt.

## Geschichte
VIVA wurde von der VIVA TV Productions Sp. z o.o., einer 100-prozentigen Tochter der VIVA Fernsehen GmbH, produziert. Die VIVA TV Productions Sp. z o.o. wurde im April 2000 gegründet.
Der Musiksender startete im Juni 2000 unter dem Namen VIVApolska! mit Sitz in Köln und war der erste ausländische Ableger der VIVA Media AG und der Marke VIVA. VIVApolska! begann zunächst mit einem täglichen moderierten 6-stündigen Programm. Der Sender zeichnete sich dadurch aus, dass er viele lokale Elemente enthielt und fast alle Sendungen einen polnischen Namen erhielten.
Das deutsche VIVA hatte durch die Ausstrahlung über die Satellitenposition Hot Bird einen großen Bekanntheitsgrad in Polen. VIVA sendete dort jahrelang bis zum Wechsel auf Astra und war in vielen polnischen Kabelnetzen eingespeist, wodurch VIVA zu dem meistgesehenen Musiksender in Polen wurde. Diese positive Resonanz führte dazu, dass VIVA 2000 nach Polen expandierte.
VIVApolska! sendete von Beginn an mit einer deutschen Lizenz aus dem VIVA-Firmengebäude in Köln. Die Sendungen wurden in Warschau produziert und in Köln wurde der Programmablauf erstellt. Sendeleitung, Satellitenaufschaltung und „On-Air“-Promotion wurden aus Deutschland abgewickelt, die Produktion des Programms und das Marketing des Senders in Polen. Für die Vermarktung der Werbung waren VIVA Sales und das polnische Media 5 zuständig.
Im April 2002 wurde das Programm von 12 Stunden auf täglich 24 Stunden erweitert. Gleichzeitig begann der Sender eine unverschlüsselte Ausstrahlung über Satellit, womit der Sender seine Reichweite um 30 % erhöhen konnte.
2003 wurde VIVApolska! in VIVA umbenannt und erhielt das einheitliche Logo und Erscheinungsbild, wie es alle VIVA-Sender in Europa zu diesem Zeitpunkt erhielten.
Seit der Übernahme der VIVA Media AG durch Viacom gehörte der Sender zur Viacom-Gruppe. Ende 2005 wurde der Sitz des Senders von Köln nach Berlin verlegt. Das Sendezentrum VIVAs befindet sich in London.
Kurze Zeit später wurde das polnische VIVA aus der VIVA Media GmbH ausgegliedert und in MTV Networks integriert. Zunächst sendete der Sender mit einer britischen Lizenz, danach, wie auch das ungarische VIVA, das ebenfalls aus der VIVA Media GmbH ausgegliedert wurde, mit einer tschechischen Lizenz.
Seit dem 17. Juli 2012 sendete der Sender mit dem internationalen Logo. Mit dem Umstieg auf das Sendeformat von 4:3 auf 16:9, wechselte der Sender gleichzeitig ins Pay-TV. Unter dem neuen Motto VIVA - wyraźnie inna (dt. „VIVA - Deutlich anders“) sollten die 20- 35-Jährigen, die neue Zielgruppe des Senders sein. So gab es seit dem 17. Juli 2012 deutlich mehr Reality-Serien im Programm sowie Cartoonserien wie Futurama.
Im Sommer 2015 nahm VIVA Polska sämtliche Reality-Formate aus dem Programm, so dass von da an nur noch Musikvideos gesendet wurden. VIVA Polska blieb allerdings weiterhin im Pay-TV.
Am 17. Oktober 2017 wurde der polnische Ableger von VIVA eingestellt und durch MTV Music Polska ersetzt.

## Senderlogos

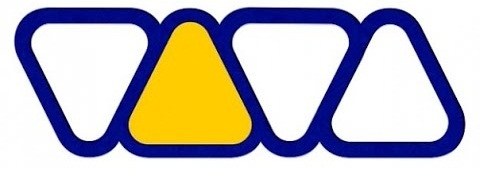
Erstes Logo von 2000 bis 2002
Zweites Logo von 2002 bis 2006
Drittes Logo bis einschließlich 21. Juni 2009
Farbiges Logo bis einschließlich des 17. Juli 2012 (06.00 Uhr)
Letztes Logo von 17. Juli 2012 bis 17. Oktober 2017 (12:12 Uhr)

## VIVA Radio

Älteres Logo bis 2012

Logo des polnischen VIVA Radios

Bis 2015 gab es VIVA Polska als Online-Radiosender, welcher auf Open.fm verbreitet wurde. Neben diesen wurde außerdem MTV Polska als Online-Radiosender verbreitet.

## Moderatoren

### Ehemalige Moderatoren
- Małgorzata Halber
- Michał Marcińczyk
- Odeta Moro-Figurska
- Agnieszka Sielańczyk
- Jacek Graniecki
- Paweł Kapliński
- Tomasz Kleyff
- Maciej Gnatowski
- Emilia Piotrowska
- Mateusz Szymkowiak
- Michał Puzio
- Magdalena Polańska
- Wit Dziki
- Michał Marciniak
- Aleksandra Kot
- Aleksander Sikora (2011–2012)
- Rafał Sieraczek
- Marta Berens
- Aleks Sokołowska
- Łukasz Napora
- Róża Kulma
- Monika Pachnik
- Jacek Zimnik
- Pola Szczepaniak
- Karol Ronczewski
- Piotr Bartosiewicz
- Maciej Łuczkowski
- Ania
- Grzegorz
- Andrzej Rodzin
- Natalia Jakuła (2008–2012)
- Dariusz Rusin (2002–2013)
- Justyna Kozłowska (2006–2013)
- Katarzyna Kępka (2004–2014)
- Nina Kozieradzka (2013–2014)
- Szymon Sokół (2013–2014)

## Formate
Analog zum deutschen Programm wurden spezielle Musikformate, die sich Genres widmeten, die eher weniger in den polnischen Hitparaden vertreten sind, nach der Übernahme durch Viacom eingestellt. Seit dem Übergang ins Pay-TV des Senders wurden wie in Deutschland vermehrt Reality-Formate gesendet. Musik wurde während der Woche noch von 02:00 Uhr bis 13:00 Uhr gesendet, sowie samstags und sonntags jeweils von 02:00 Uhr bis 17:30 Uhr bzw. 15:30 Uhr. Seit Januar 2013 wurden täglich von 00:00 Uhr bis 16:00 Musikvideos gesendet. Im September 2013 wurden die Musikstrecken noch einmal gekürzt. Seitdem wurden Musikvideos nur noch zwischen 2:00 Uhr und 12:00 Uhr gezeigt. Im Februar 2015 wurden die Musikstrecken erstmals wieder bis 18:00 Uhr erweitert, wobei ein Schwerpunkt auf Dance- und Elektromusik lag. Seit April desselben Jahres wurden freitags und samstags durchgehend Musikvideos ausgestrahlt. Zum 1. Juli wurden die bisherigen Reality-Serien eingestellt, sodass fortan nur Musikvideos gesendet wurden.
- 100% Dance
- 1500STO900 (nur Silvester)
- Club Chart
- Ty wybierasz
- VIVA Dance
- VIVA Dance Mix
- VIVA Power Dance